# Rozdolne, Kahovka
Rozdolne (în ucraineană Роздольне) este o comună în raionul Kahovka, regiunea Herson, Ucraina, formată numai din satul de reședință.

## Demografie
Componența lingvistică a comunei Rozdolne
     Ucraineană (85,33%)
     Rusă (13,94%)
     Alte limbi (0,4%)
Conform recensământului din 2001, majoritatea populației comunei Rozdolne era vorbitoare de ucraineană (85,33%), existând în minoritate și vorbitori de rusă (13,94%).